# Frana di Storegga

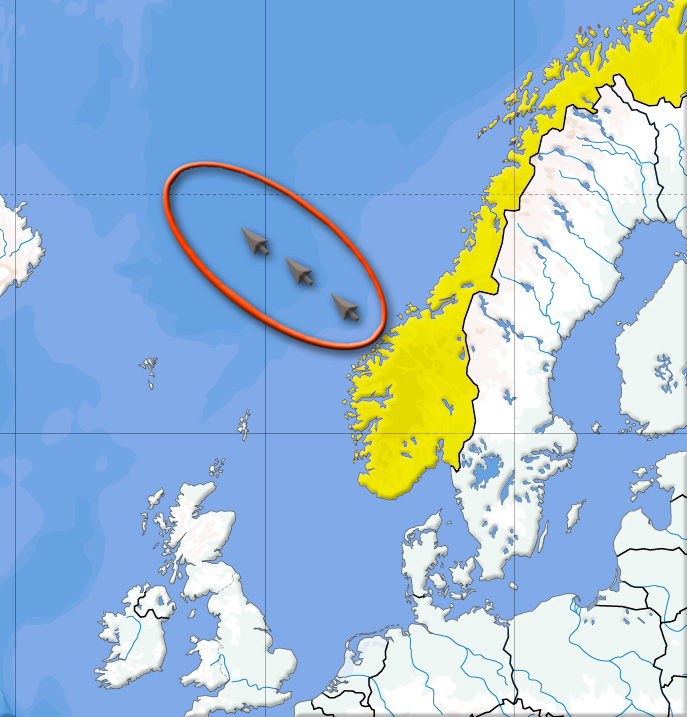
Mappa della frana di Storegga

La frana di Storegga corrisponde a tre eventi franosi, tra i più vasti conosciuti, che si sono verificati sott'acqua, sul bordo della piattaforma continentale della Norvegia (Storegga in norvegese è "il grande bordo"), nel Mare di Norvegia, 100 km a nord-ovest della costa di Møre, provocando uno tsunami di grandi dimensioni nel Nord Atlantico.
Questo crollo coinvolse circa 290 km di lunghezza del ripiano costiero, con un volume totale di 3.500 km3 di detriti. Questo equivarrebbe al volume di un'area grande quanto l'Islanda per uno spessore di 34 metri.
Sulla base della datazione al radiocarbonio del materiale vegetale recuperato dai sedimenti depositati dallo tsunami, l'ultimo evento è avvenuto intorno al 6100 a.C.. In Scozia, si sono riscontrate le tracce del successivo tsunami, in particolare grazie ai sedimenti depositati che sono stati scoperti nel bacino di Montrose, nel Firth of Forth, fino a 80 km nell'entroterra e 4 metri sopra gli attuali livelli normali di marea.
Come parte delle attività per preparare il campo di gas naturale di Ormen Lange, l'evento fu oggetto di studi approfonditi. Una conclusione è che la frana sia stata causata da materiale accumulato durante l'era glaciale precedente e che un nuovo evento potrebbe verificarsi solo dopo una nuova era glaciale.

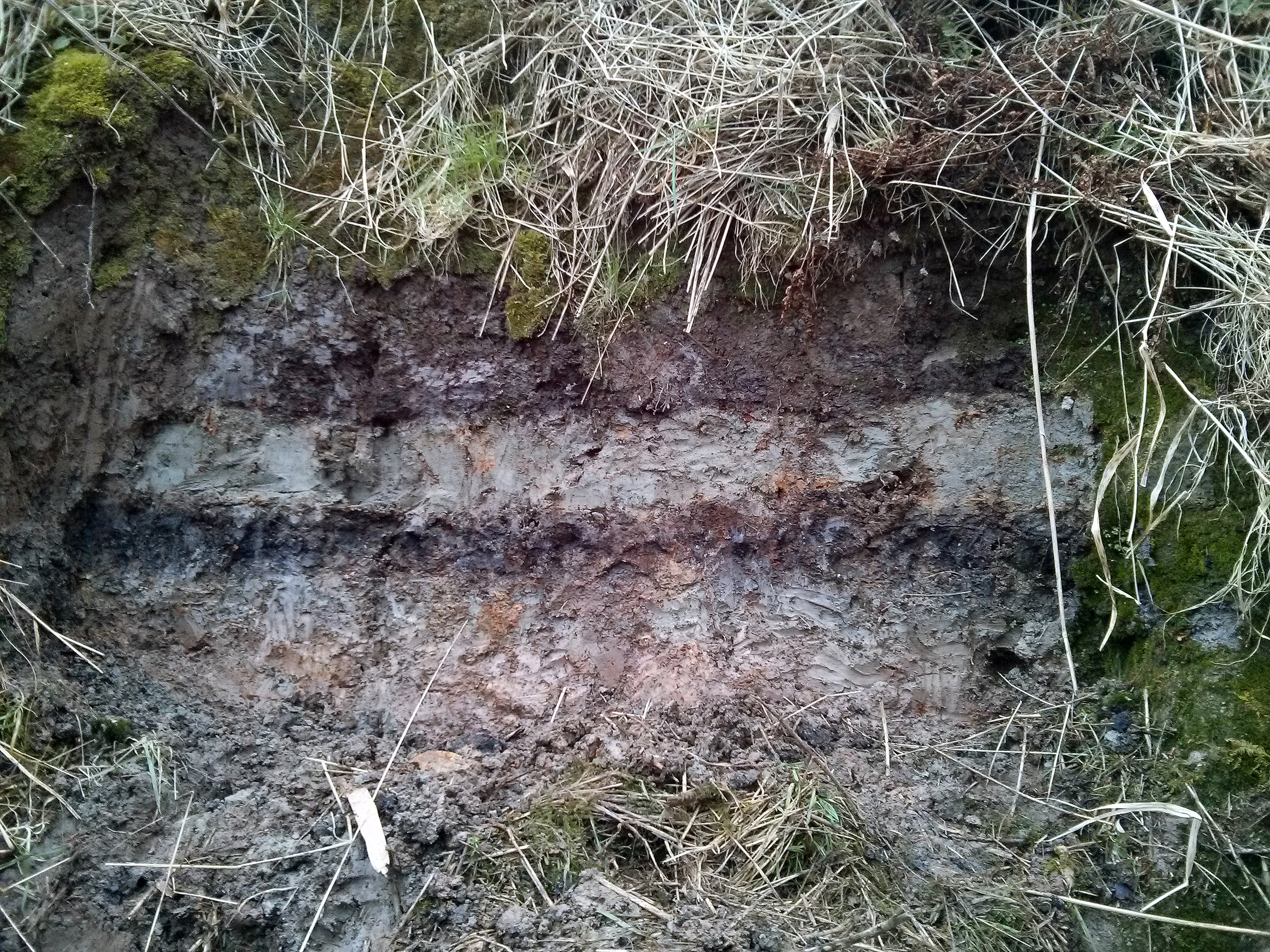
Depositi di tsunami di Storegga (strato superiore grigio), racchiusi da torba (strati marrone scuro), ripresi a Maryton sul bacino di Montrose, Scozia

Fatti e argomenti a sostegno di questa conclusione sono stati resi pubblici nel 2004. In precedenza, si era concluso che lo sviluppo del campo di gas naturale di Ormen Lange non aumentasse significativamente il rischio di innescare una nuova frana.
Una nuova frana innescherebbe uno tsunami molto grande che sarebbe devastante per le zone costiere del Mare del Nord e il Mare di Norvegia.

## Meccanismi possibili
Insieme con i gas rilasciati dalla decomposizione dei clatrati idrati (ad esempio, il metano), i terremoti sono considerati come il più probabile meccanismo d'azione per le frane.
Un'altra possibilità è che i sedimenti divennero instabili e collassarono, forse sotto l'influenza di un terremoto o delle correnti oceaniche.

## Impatto sulle popolazioni umane
All'incirca al tempo dell'ultima frana di Storegga, o poco prima, esisteva un ponte di terra, che collegava la Gran Bretagna alla Danimarca e ai Paesi Bassi attraverso quello che è ora la parte meridionale del Mare del Nord, noto agli archeologi e ai geologi come "Doggerland".  Si ritiene che quest'area, lungo la linea di costa, fosse costituita da lagune, marcite, paludi e spiagge e che fosse un territorio ricco per la caccia, la pesca, popolato da culture umane mesolitiche.
Anche se il Doggerland fu fisicamente sommerso a causa di un graduale innalzamento del livello del mare, si è suggerito che le aree costiere sia della Britannia sia del continente europeo, che si estendevano su aree ora sommerse, siano state inondate da uno tsunami causato dalla frana di Storegga.  Questo evento avrebbe avuto un impatto catastrofico sulla popolazione mesolitica contemporanea, separando le culture della Britannia da quelle continentali.